# Anteris aethra
Anteris aethra är en stekelart som först beskrevs av Walker 1836. Anteris aethra ingår i släktet Anteris och familjen Scelionidae. Inga underarter finns listade i Catalogue of Life.